# Kazimierz Ciążyński
Kazimierz Ciążyński (ur. 2 marca 1894 w Pleszewie, zm. 11 września 1951 w Poznaniu) – polski rolnik, major kawalerii Wojska Polskiego, działacz niepodległościowy, kawaler Orderu Virtuti Militari.

## Życiorys
Urodził się 2 marca 1894 w Pleszewie, w rodzinie Antoniego i Bolesławy z Wolańskich. Był starszym bratem Teodora Seweryna (1895–1940), ziemianina, porucznika kawalerii pospolitego ruszenia Wojska Polskiego, zamordowanego w Charkowie.
W 1904 rozpoczął naukę w gimnazjum w Ostrowie Wielkopolskim. 1 marca 1913 ukończył szkołę agronomiczną w Brzegu na Śląsku. 1 października 1913 został wcielony do pruskiego 1 pułku ułanów w Miliczu, w charakterze jednorocznego ochotnika. W szeregach tego pułku walczył na froncie zachodnim I wojny światowej. W styczniu 1915 został mianowany podporucznikiem.
30 marca 1919 został formalnie przyjęty przez Komisariat Naczelnej Rady Ludowej do Sił Zbrojnych Polskich w byłym zaborze pruskim z zatwierdzeniem posiadanego stopnia podporucznika i mianowany porucznikiem w kawalerii ze starszeństwem z 1 sierpnia 1914.
25 lipca 1921 pułkownik Ryszard Gieszkowski-Wolff-Plottegg dowódca 26 puł. we wniosku na odznaczenie Orderem Virtuti Militari napisał: „por. Ciążyński brał udział we wszystkich walkach pułku od początku sformowania tegoż. Już pod Brodnicą przy oswobodzeniu Pomorza, szczególnie się odznaczył. W zastępstwie d-cy pułku, który dowodził zarazem grupą, prowadził porucznik Ciążyński trzy szwadrony spieszone do walki przeciw przeważającym siłom bolszewickim. Walka trwała od 6-tej rano do późnej nocy. Gdy około południa groziło otoczenie prawego skrzydła por. Ciążyński na czele jednego szwadronu atakował bolszewików, zachęcając młodych ochotników do wytrwania, przyczynił się do zwycięstwa. Odznaczył się również w czasie walki o okopy rosyjskie dnia 1 X 20 r., gdy prowadził samodzielnie oddział składający się z dwóch szwadronów i zmusił bolszewików do opuszczenia zdobytych pozycji”.
Na stopień majora rezerwy został mianowany ze starszeństwem z 19 marca 1939 i 22. lokatą w korpusie oficerów kawalerii.
Podczas okupacji niemieckiej ukrywał się na terenie Generalnego Gubernatorstwa w Zaborowie koło Tomaszowa Mazowieckiego, pod przyjętym od nazwy majątku fałszywym nazwiskiem Miniszewski. W 1945 wrócił schorowany do Wielkopolski. Zmarł 11 września 1951 w Poznaniu. Został pochowany w grobowcu rodzinnym na cmentarzu parafialnym przy ul. Kaliskiej w Pleszewie (sektor IV, rząd 6, kwatera 1A–1B).

## Ordery i odznaczenia
- Krzyż Srebrny Orderu Wojskowego Virtuti Militari nr 4601 – 19 września 1922[9][1][10][11]
- Krzyż Niepodległości – 9 listopada 1932 „za pracę w dziele odzyskania niepodległości”[12][13]
- Krzyż Walecznych dwukrotnie[13]
- Srebrny Krzyż Zasługi[13]